# Chamant
Chamant là một xã thuộc tỉnh Oise trong vùng Hauts-de-France tây bắc nước Pháp. Xã này nằm ở khu vực có độ cao trung bình 84 mét trên mực nước biển.
Thị trấn có cự lt khoảng 50 km về phía bắc thủ đô Paris, và 2 km về phía đông nam của Senlis.